# Andrea Dara
Andrea Dara (Castel Goffredo, 7 gennaio 1979) è un politico italiano.

## Biografia
Piccolo imprenditore tessile, dal 2007 al 2011 è stato consigliere comunale della Lega Nord a Castiglione delle Stiviere. Alle elezioni amministrative del 2011 viene eletto consigliere della provincia di Mantova con il 28,01% per il collegio di Castiglione delle Stiviere, rimanendo in carica fino al 2013.
Alle elezioni comunali del 2012 è stato candidato sindaco di Castiglione delle Stiviere dalla Lega Nord e da due civiche e ha conseguito il 20,11%, non accedendo al ballottaggio ma rientrando in Consiglio comunale. 
Alle elezioni regionali in Lombardia del 2013 è candidato consigliere regionale per la provincia di Mantova nelle liste della Lega Nord: ottiene 2.213 preferenze, ma non è eletto.
Alle elezioni comunali del 2017 ottiene 483 voti di preferenza e a seguito della vittoria al ballottaggio del candidato di centrodestra Enrico Volpi ricopre il ruolo di assessore e vicesindaco del Comune di Castiglione delle Stiviere.
Alle elezioni politiche del 2018 è eletto deputato della Lega nel Collegio uninominale Lombardia 4 - 06 (Mantova), ottenendo il 41,96% e superando Marco Carra del centrosinistra (26,79%) e Alberto Zolezzi del Movimento 5 Stelle (24,92%). È membro, dal 2018, della X Commissione attività produttive, commercio e turismo, nonché della Commissione parlamentare di inchiesta sul fenomeno delle mafie e sulle altre organizzazioni criminali, anche straniere. 
Alle elezioni amministrative del 2022 è nuovamente eletto consigliere comunale di Castiglione delle Stiviere, è poi nominato vicesindaco. 
Alle elezioni politiche del 2022 viene rieletto alla Camera nel collegio uninominale Lombardia 4 - 04 (Mantova) con il 50,42% per la coalizione di centrodestra, superando Paolo Galeotti del centrosinistra (27,32%) e Gianmarco Carra di Azione - Italia Viva (8,28%).

## Controversie
Il 12 agosto 2020 viene sospeso dal partito a causa del suo coinvolgimento nello scandalo dei cosiddetti "furbetti del bonus"; Dara ha infatti richiesto e percepito il bonus Inps di 600 euro previsto per i titolari di partita Iva in difficoltà economica a causa della crisi economica dovuta alla pandemia di COVID-19.